# Gundemaro
Gundemaro foi rei dos Visigodos entre 610 e 612.
Gundemaro prosseguiu a política de amizade com Clotário II da Nêustria e com Teodoberto II da Austrásia. Com esse propósito, enviou-lhes avultadas quantias de dinheiro para os apoiar na luta contra Teodorico II da Borgonha, primo e irmão daqueles. Noutras ocasiões, deu mostras de hostilidade para com Brunilda.
Em 611 houve planos para revivescer a quádrupla aliança estabelecida inicialmente no tempo do rei Viterico, mas a morte de Gundemaro inviabilizou o projecto.
Faleceu em Toledo, de morte natural, entre Fevereiro e Março de 612. As guerras civis e rebeliões que se seguiram provocaram a perda de poder dos monarcas a favor dos nobres e da Igreja. Sucedeu-lhe Sisebuto, um homem de letras.